# Львовы (князья)
Льво́вы — продолжающаяся по сей день ветвь князей Ярославских.
Род внесён в Бархатную книгу. При подаче документов (декабрь 1685) для внесения рода в Бархатную книгу, была предоставлена родословная роспись князей Львовых.

## Происхождение и история рода
Род князей Львовых происходит от князей Ярославских. Правнук великого князя, крестившего русскую землю, великий князь Владимир Всеволодович Мономах, имел правнука святого благоверного князя Фёдора Ростиславовича по прозванию «Чёрный», коему достался в удел Можайск, а потом он был на княжении Ярославском. У этого князя был внук, князь Василий Давыдович, женатый на княжне Евдокии Ивановне московской, дочери великого князя Ивана Даниловича Калиты и был он на Ярославском княжении, которые имел правнуков: князя Льва по прозванию «Зубатый», у которого были дети: князь Дмитрий по прозванию «Векошка» и князь Семён Андреевич Львов по прозванию «Зубатый», пожалованный от великого князя городом Вольским. Сын князя Андрея по прозванию «Луговка», князь Михаил Андреевич Львов тоже по прозванию «Зубатый», пожалован Антоновским станом.
Род князей Львовых происходит от двух ветвей князей Ярославских:
1. Родоначальник князь Лев Данилович, прозванием «Ярославский-Зубатый», потомка Рюрика в XVIII колене. Он является родоначальником: а) угасшего в третьем колене княжеского рода Векошкины, составляющих старшую ветвь князей Львовых; б) угасших князей Зубатовых; в) князей Луговских, составляющих младшую ветвь князей Львовых.

Его сын князь Дмитрий Львович по прозванию «Векошка», он и его сыновья сперва писались князьями Векошкиными, а потом его внуки: Семён (которому Иван Грозный пожаловал Волгскую волость), Иван и Василий Андреевичи, неизвестно по какой причине — сами собой, или по царскому указу стали писаться именем своего прадеда — князьями Львовы. Родословная роспись князей Векошкины, находилась в росписи князей Жировых-Засекиных.
2. Родоначальник князь Андрей Львович по прозванию «Луговка», потомок в XIX колене, потомки которого сперва писались князьями Луговскими, а впоследствии, неизвестно почему оставили название Луговский и стали называться именем прадеда своего князя Льва Даниловича Ярославского-Зубатого — князья Львовы. Родословная роспись их находилась в росписи князей Шаховских.
В роду имелись святые канонизированные: равноапостольный князь Святой Владимир Святославович, благоверный князь Владимир Всеволодович Мономах, благоверный Мстислав Владимирович Великий, святой чудотворец Фёдор Ростиславович Смоленский (ум. 1299), мощи его покоятся в Ярославле, в Спасском соборе, святой князь Давыд Фёдорович Ярославский.
Со второй половины XVI века представители обеих ветвей стали именоваться князьями Львовыми.
Из рода Львовых, прежде малозаметного, вышло несколько бояр и окольничих в правление царя Алексея Михайловича и его детей. В конце XVII века представители рода Львовых служили стольниками, стряпчими, жильцами, участвовали в многочисленных войнах и сражениях. Только в сражении под Нарвой в 1700 году погибли шестеро князей Львовых.
На протяжении XVIII века Львовы вновь были малозаметны, причём младшая ветвь их вовсе пресеклась. Вновь обратили на себя внимание в продолжение XIX века.
Однородцами являются рода: Деевы, Зубатые, Морткины, Охлябинины, Хворостинины и Шахонские.

## Герб

### Герб князей Львовых старшей ветви
Щит разделён двумя перпендикулярными линиями на четыре части. В первой и четвёртой частях герб великого княжества Киевского: в лазоревом поле Ангел с сребротканой одежде, держащий в правой руке обнажённый серебряный меч, а в левой — золотой щит. Во второй и третьей частях герб княжества Смоленского: в серебряном поле на зелёной траве чёрная пушка на золотом лафете, а на пушке райская птица. Среди герба малый щиток, на нём герб княжества Ярославского: в золотом поле чёрный медведь, обращённый в левую сторону, стоящий на задних лапах и держащий на плече золотую секиру. Щит покрыт княжеской мантией и российской княжеской шапкой.
Герб внесён в ОГДР Часть № 5. стр. 3.

#### Герб князей Львовых младшей ветви
Щит разделён двумя перпендикулярными линиями на четыре части. В первой и четвёртой частях герб великого княжества Киевского: в лазоревом поле Ангел с сребротканой одежде, держащий в правой руке обнажённый серебряный меч, а в левой — золотой щит. Во второй и третьей частях герб княжества Смоленского: в серебряном поле на зелёной траве чёрная пушка на золотом лафете, а на пушке райская птица. Среди герба малый щиток, на нём герб княжества Ярославского: в золотом поле чёрный медведь, обращённый в правую сторону, стоящий на задних лапах и держащий на плече золотую секиру. Щит покрыт княжеской мантией и российской княжеской шапкой

## Геральдика
Герб князей Львовых принадлежит к группе ранних русских гербов. Он начал формироваться в конце XVII века. Медведь с секирой на плече в поле, ограниченном венком, под княжеской короной был изображён на печати окольничего князя П. Л. Львова, датируемой 1691 годом.
На высочайше утверждённом гербе князей Львовых, имеющем пять частей, изображены эмблемы: помещённый в первой и четвёртой части герба ангел указывает на происхождение князей Львовых от князей киевских. Помещённая во вторую и третью часть пушка с райской птицей на лафете указывает на происхождение князей Львовых от князей смоленских, а помещённый в пятую часть герб ярославский указывает на происхождение князей Львовых от князей ярославских.

## Векошкины (старшая ветвь)
Львовы-Векошкины — старшая ветвь Львовых. Это потомки князя Дмитрия Львовича Векошки:
- Князь Фёдор Дмитриевич Большой. Его старший сын, погиб в казанском походе 1545 года.
- Андрей Дмитриевич, младший брат предыдущего, продолжатель рода.
  - Семён Андреевич, старший сын предыдущего продолжатель рода.
    - Данило Семёнович, единственный сын предыдущего.
      - Князь Матвей Данилович, был воеводой в Тобольске (1592), Вологде (1597) и Верхотурье (1601).
        - Князь Лука Матвеевич

      - Дмитрий Данилович, младший брат Матвея Даниловича.
        - Фёдор Дмитриевич
          - Князь Степан Фёдорович, воевода в Нижнем Новгороде (1675—1676); с 1677 окольничий. Первое упоминание о нём относится к 1646 г., последнее к 1688 г. В 1682 г. подписал постановление Собора об уничтожении местничества.
            - Яков Степанович (Жена — Анастасия Васильевна)
              - Алексей Яковлевич
              - Сергей Яковлевич (Жёны: 1) Анна Ивановна. 2) Вадбольская ? Семёновна)
                - Михаил Сергеевич (Жена — Зыбина Елена Ефимовна)
                - Семён Сергеевич + Иевлева Елизавета Николаевна, см. Львовы новейшего времени

              - Никита Яковлевич (Жена — Феодосья Степановна)
                - Николай Никитич, см. Львовы новейшего времени

            - Матвей Степанович

          - Никита Фёдорович
            - Михаил Никитич († в 1704 г.), боярин, с 1689 главный судья Земского приказа.

        - Андрей Дмитриевич
          - Василий Андреевич
          - Фёдор Андреевич
          - Иван Андреевич
            - Степан Иванович
            - Иван Иванович
            - Фёдор Иванович

        - Михаил Дмитриевич
          - Иван Михайлович
          - Степан Михайлович
          - Фёдор Михайлович

        - Пётр Дмитриевич
          - Степан Петрович

        - Князь Иван Дмитриевич, служил воеводой в Тюмени в 1635—1639 гг.
          - Илья Иванович

      - Михаил Данилович, младший брат предыдущего.
        - Князь Алексей Михайлович, боярин и посол в разных странах, подписался под грамотой об избрании Михаила Фёдоровича Романова на царство.
        - Пётр Михайлович
          - Дмитрий Петрович (ум. 1660), боярин (с 1655), неоднократно участвовал в приёмах различных посольств и в дипломатических переговорах;
          - Василий Петрович (ум. 1659) — воевода в Архангельске (1636), в Путивле (1643—1645) и Пскове в (1650—1651) во время псковского восстания, участник русско-польской войны 1654—1667.
            - Михаил Васильевич (ум. 1676), стольник, ведал Печатным двором в Москве, выступал против церковной реформы патриарха Никона; в 1655 году сослан в Соловецкий монастырь.

          - Семён Петрович (ум. 1659), стольник (с 1625), воевода в Воронеже (1630—1631), в Белгороде (1646) и Ливнах (1647), с 1652 окольничий; попал в плен под Конотопом и вскоре умер от ран.
          - Иван Петрович

        - Василий Михайлович

      - Тимофей Данилович, младший брат предыдущего.

  - Иван Андреевич, младший брат Семёна Андреевича.
  - Василий Андреевич, младший брат предыдущего.
- Фёдор Дмитриевич Меньшой, младший брат Андрея Дмитриевича.
- Иван Дмитриевич, младший брат предыдущего.

### Львовы новейшего времени

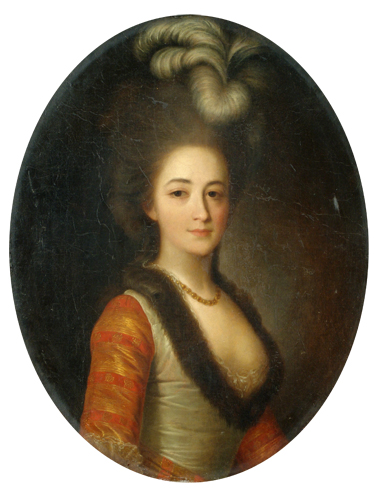
Анна Семёновна Шереметева, урожд. княжна Львова (сестра Марии Бахметевой)

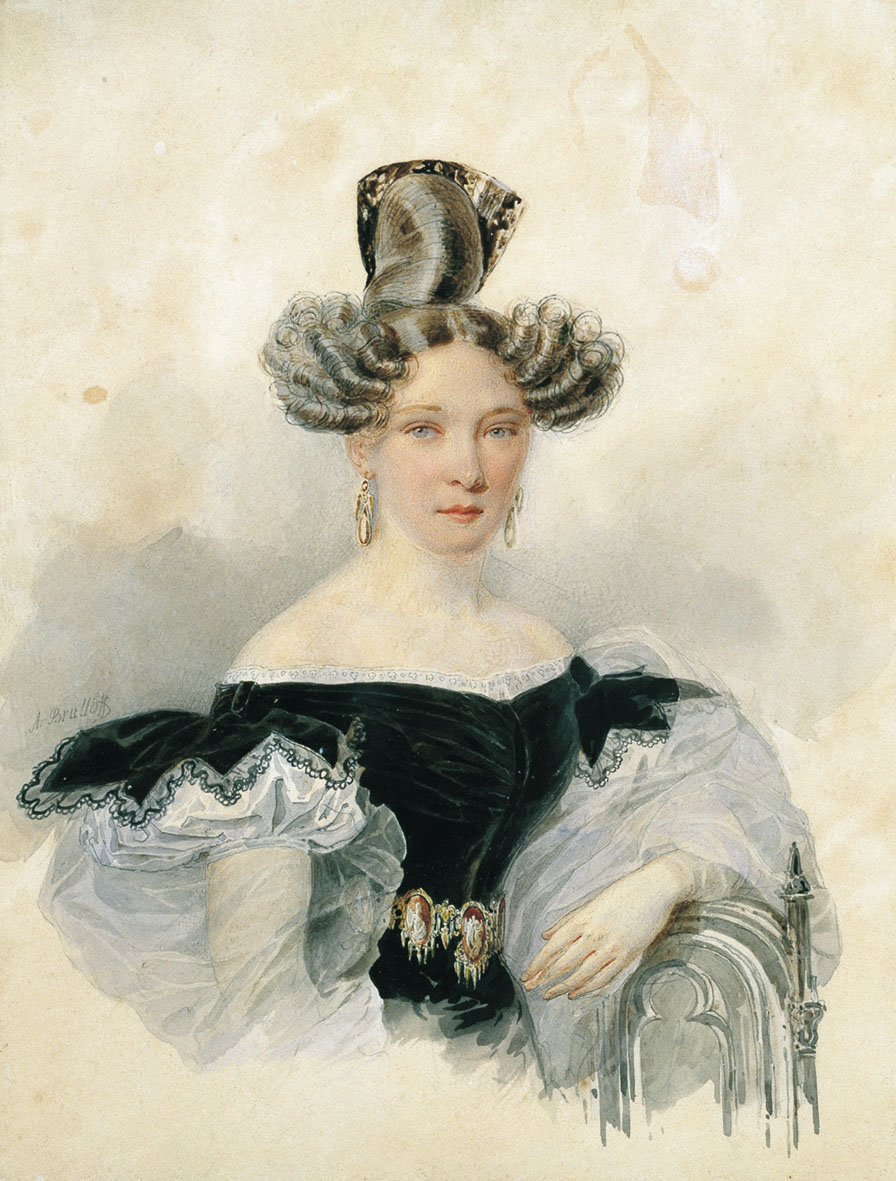
Княгиня Софья Львова, урожд. Перовская

В XVIII веке старшая линия распалась на две ветви, родоначальниками которой стали внуки окольничего Степана Фёдоровича, сыновья князя Якова Степановича.
- Князь Семён Сергеевич Львов (уп. 1786), правнук князя Степана Фёдоровича (см. выше); с 1775 г. служил прокурором в Тамбовской, Калужской и Тульской губерниях; женат на Екатерине Никитичне Иевлевой.
  - Его дочь Мария Семёновна (1765—1839), в замужестве Бахметева, фаворитка графа Алексея Орлова-Чесменского, хозяйка подмосковной усадьбы Михайловское.
  - Брат её Владимир Семёнович Львов (23.11.1771—26.10.1829); в 1775 году был записан в лейб-гвардии Преображенский полк, откуда вышел в отставку в декабре 1796 года гвардии капитаном; служил адъютантом при главнокомандующем Земским войском (5-й области) генерале от инфантерии графе А. Г. Орлове-Чесменском; кавалер ордена Св. Владимира 4-й ст. (1807); подполковник 2-го казачьего полка Московского ополчения, с которым участвовал в Бородинской битве. Был уволен со службы по болезни в 1813 году; дом в Москве сгорел во время московского пожара 1812 года. В 1828—1832 гг. был клинским уездным предводителем дворянства (получил в приданное за женой Марьей Францевной (1789—1842), воспитаннице Е. П. Лопухиной имение в Клинском уезде. В 1807 году приобрёл у Е. П. Лопухиной имение в с. Спасское-Телешово Клинского уезда Московской губернии, ставшее родовым гнездом этой ветви рода. Был известен как мастер акварельного рисунка. Имел четырёх сыновей и двух дочерей[8] (Екатерина и Александра — жена П. В. Голохвастовач)
    - Из его сыновей наиболее известен Владимир Владимирович (1805—1856), писатель, статский советник (1847). С 1836 г. чиновник канцелярии московского гражданского губернатора, в 1847-50 депутат московского дворянского собрания. В 1850-52 цензор Московского цензурного комитета, был уволен за разрешение публикации отдельным изданием «Записок охотника» И. С. Тургенева. Автор многочисленных очерков, повестей, сказок и рассказов для детей. Создал в своих имениях и содержал за свой счёт ряд школ и больниц для крестьян. Женат на Софье Алексеевне Перовской, внебрачной дочери графа А. К. Разумовского.
    - Его брат Дмитрий Владимирович (1810—1875), публицист, автор брошюры «Освобождение помещичьих крестьян через посредство ликвидационных уездных контор» (1859).
    - Другой брат, Георгий Владимирович (1821—1873), юрист, действительный статский советник. Окончил училище правоведения в Петербурге (1842), служил в Сенате, с 1855 — в Морском ведомстве. Участвовал в подготовке и проведении реформы Морского министерства, осуществлённой под руководством великого князя Константина Николаевича, составил записку о положении кантонистов (содержавшиеся в ней факты способствовали уничтожению этого института).
    - Четвёртый из братьев — Евгений Владимирович (1817—1896) — был близок к славянофилам, дружил с Л. Н. Толстым. Сыновья:
      - Георгий Евгеньевич (1861—1925), министр-председатель Временного правительства;
      - Алексей Евгеньевич (1850—1937), гофмейстер (1903). Окончил юридический факультет Московского университета (1874), служил в Министерстве юстиции, с 1892 г. секретарь Совета Московского художественного общества, с 1894 инспектор, а в 1896—1917 директор Московского училища живописи, ваяния и зодчества;
      - Владимир Евгеньевич (1851—1920), дипломат, служил в Гааге, Мадриде, Бухаресте. В 1901—1916 директор Московского главного архива Министерства иностранных дел, почётный опекун Опекунского совета Ведомства учреждений императрицы Марии, член совета Елизаветинского института в Москве;
      - Сергей Евгеньевич (1859—1937), предприниматель, владелец и глава фирмы «Пожевские заводы князя С. Е. Львова» (металлургическая промышленность); из его сыновей трое расстреляны в 1937 году; дочь Елена жила во Франции, занималась иконописью.

  - Дмитрий Семёнович (1775—1834), младший брат Владимира Семёновича, генерал-майор (1815), участвовал в русско-шведской войне 1788—1790 и Отечественной войне 1812 года.
    - Александр Дмитриевич (1800—1866), гофмейстер (1859). В 1834—1839 управляющий московской конторой Государственного коммерческого банка, с 1842 — попечитель Московского сиротского дома, в 1849-59 председатель Комитета для надзора за фабриками и заводами в Москве, в 1857—1859 вице-президент Московской дворцовой конторы. Женат на княжне Марии Андреевне Долгоруковой.
      -         - Александр Дмитриевич (1863—1922), внук предыдущего, один из организаторов пожарного дела в России, создатель (1881) добровольной пожарной дружины в Стрельне (под Петербургом) и Российского пожарного общества (1893), редактор журнала «Пожарное дело», один из инициаторов проведения 1-й пожарной выставки в Петербурге (1892). От своего деда по матери П. К. Александрова он унаследовал дачу-замок в Стрельне.

Представители этой линии рода князей Львовых внесены в V часть родословной книги Московской и Санкт-Петербургской губерний. Почти все потомки перечисленных выше лиц погибли в Гражданскую войну или были репрессированы в 1920-30-х годах.

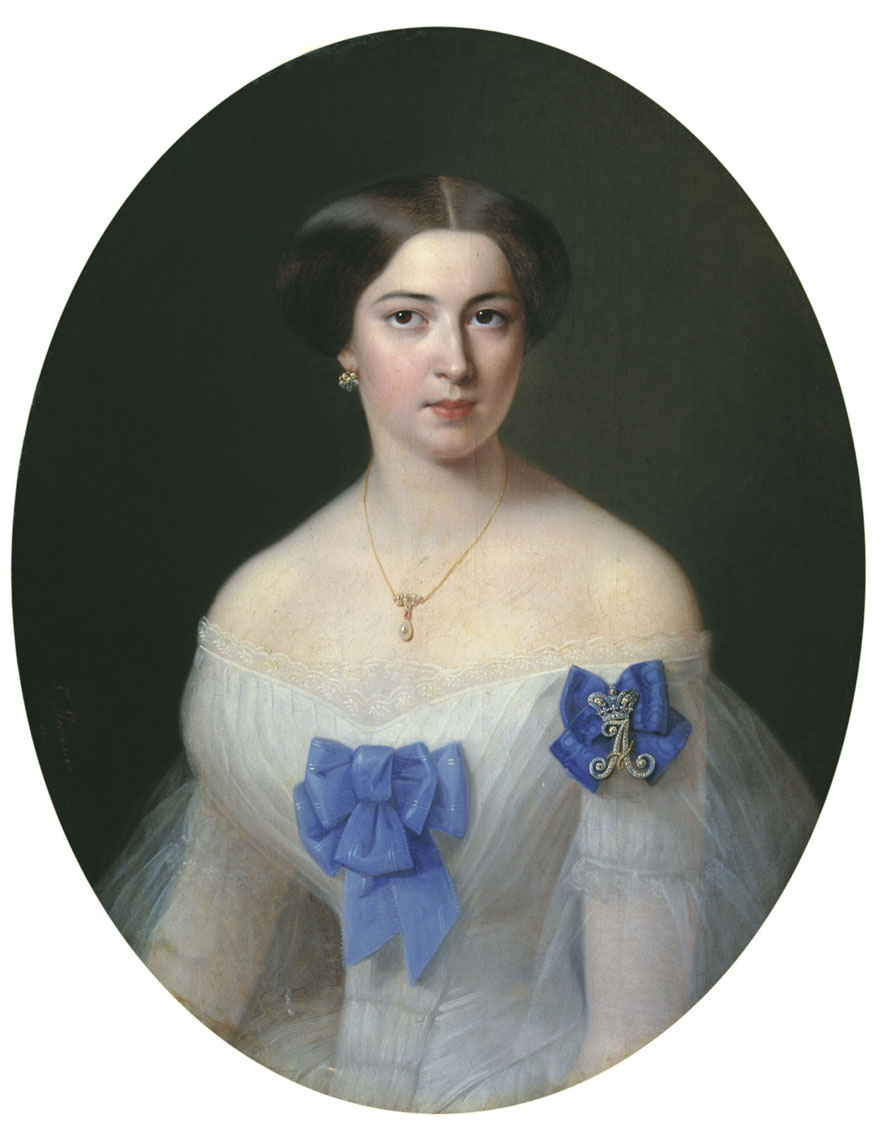
Княгиня Александра Павловна Львова, внучка цесаревича Константина Павловича, мать А. Д. Львова

Потомки другого внука князя Степана Фёдоровича — Никиты Яковлевича — жили главным образом в Калужской и Тульской губерниях, многие из них служили по выборам от дворянства. Представители этой ветви рода внесены в V часть родословной книги Калужской и Тульской губерний, их родовое гнездо — усадьба «Забвение» в с. Болото Белёвского уезда Тульской губернии, перешедшая к Львовым от Стрешневых в 1647 году.

## Луговкины (младшая ветвь)
Князья Львовы-Луговкины, последний из которых умер в конце XVIII века, происходят от князя Андрея Львовича Луговки (см. выше). Наиболее примечательные представители:
- Князь Никита Яковлевич (ум. 1684), патриарший, а с 1629 царский стольник, участник русско-польской (1654—1667) и русско-шведской (1656—1658) войн, с 1658 окольничий, в 1660-62 воевода в Калуге, с 1665 — воевода в Киеве, в 1666-68 — в Севске. Позднее принял постриг в Толгском монастыре.
- Князь Семён Иванович, во время разинского восстания товарищ воеводы в Астрахани; убит повстанцами в 1671 году.
- Князь Пётр Григорьевич, в 1682 воевода в Вологде, затем комнатный стольник царевны Софьи Алексеевны, после её падения отправлен воеводой в Архангельск, в 1693-94 — в Вологду. Участник Азовских походов, в 1696-97 воевода в Азове, пожалован в окольничие, построил на свои средства 2 корабля для Азовского флота, с 1705 в Москве, ведал делами больных и раненых.
- Князь Пётр Лукич (ум. 1715), стольник (1660), в 1677-80 воевода в Томске, в Крымском походе 1687 воевода в Большом полку у знамени, тогда же пожалован в окольничие, в 1688 воевода в Севске, в 1689-91 — в Курске, в 1693-94 — вновь в Севске. В 1697 построил на свои средства корабль для Азовского флота. В 1698 судья при расследовании дел участников стрелецкого бунта 1698 года, в 1708—1710 наместник в Казани.
- Его племянник Иван Борисович (1669—1719), стольник, в 1700—1714 комиссар при российских недорослях, обучавшихся навигацкому делу в Голландии и Англии. С 1716 обер-экипажмейстер Адмиралтейств-коллегии, в 1718 дважды арестовывался по делу царевича Алексея Петровича, в том же году сослан в свои деревни.